# Сесилия Йохансдоттер
Сесилия Йохансдоттер (швед. Cecilia Johansdotter; ум. после 1193 года) — предполагаемая супруга короля Швеции Кнута I Эрикссона и мать короля Эрика X.

## Биография
Её происхождение неизвестно, в источниках упомянуто, что она стала супругой Кнута I Эрикссона, ставшего в 1167 году стал королём Швеции. В браке с Кнутом I было 5 детей, среди которых Эрик X, ставший королём в 1208 году. При этом источники того времени не упоминали имя женщины, которая стала супругой короля.
Примерно в 1190 году королева тяжело заболела и во время болезни королева пообещала, что в случае выздоровления она уйдет в монастырь. После выздоровления она не хотела становиться монахиней, как и ее муж. Король считал, что должен получить поддержку ее родственников, чтобы сражаться с язычниками. Папа Целестин III написал ответ шведским епископам и попросил дополнительно проверить обстоятельства.
Дальнейшая её судьба и дата смерти неизвестны.